# (192887) 1999 XZ103
1999 أكس زد 103 (ويعرف أيضًا باسم (192887) 1999 أكس زد 103 وفق تسمية الكوكب الصغير) (بالإنجليزية: 1999 XZ103)‏ هو كويكب ضمن حزام الكويكبات؛ وترتيبه 192887 من حيث الاكتشاف.
اكتُشف هذا الجُرم الفلكي بواسطة تاكيشي أوراتا ‏ في 3 ديسمبر 1999.

## وصلات خارجية
- (192887) 1999 XZ103 في قاعدة بيانات مختبر الدفع النفاث لأجرام النظام الشمسي الصغيرة

- الاكتشاف · مخطط المدار ·  العناصر المدارية · المعلمات المادية

- (192887) 1999 XZ103 على موقع ويكي سكاي: DSS2, SDSS, GALEX, IRAS, Hydrogen α, X-Ray, Astrophoto, Sky Map, Articles and images